# Kalivati Tawake
Pour les articles homonymes, voir Tawake.
Pas d'image ? Cliquez ici

a Compétitions nationales et continentales officielles uniquement.

b Matchs officiels uniquement.
Dernière mise à jour le 21 avril 2024.
Kalivati Tawake, né le 16 novembre 1988 à Tailevu (Fidji), est un joueur international fidjien de rugby à XV évoluant au poste de pilier droit.

## Carrière

### En club
Il quitte le Biarritz olympique à l'intersaison 2020 tout comme son compatriote, le centre Leone Ravuetaki et s'engage au CA Périgueux en Fédérale 1 ou ils seront notamment entraîné par Didier Casadei.

### En sélection nationale
Il fait partie du groupe de joueurs sélectionnés pour disputer la Coupe du monde 2019 au Japon avec l'équipe des Fidji. Le 5 septembre, il est contraint de déclarer forfait après une blessure au genou lors d’un test match face aux Tonga. L'entraîneur John McKee le remplace par Lee Roy Atalifo.